# 舊市政廳 (薩格勒布)

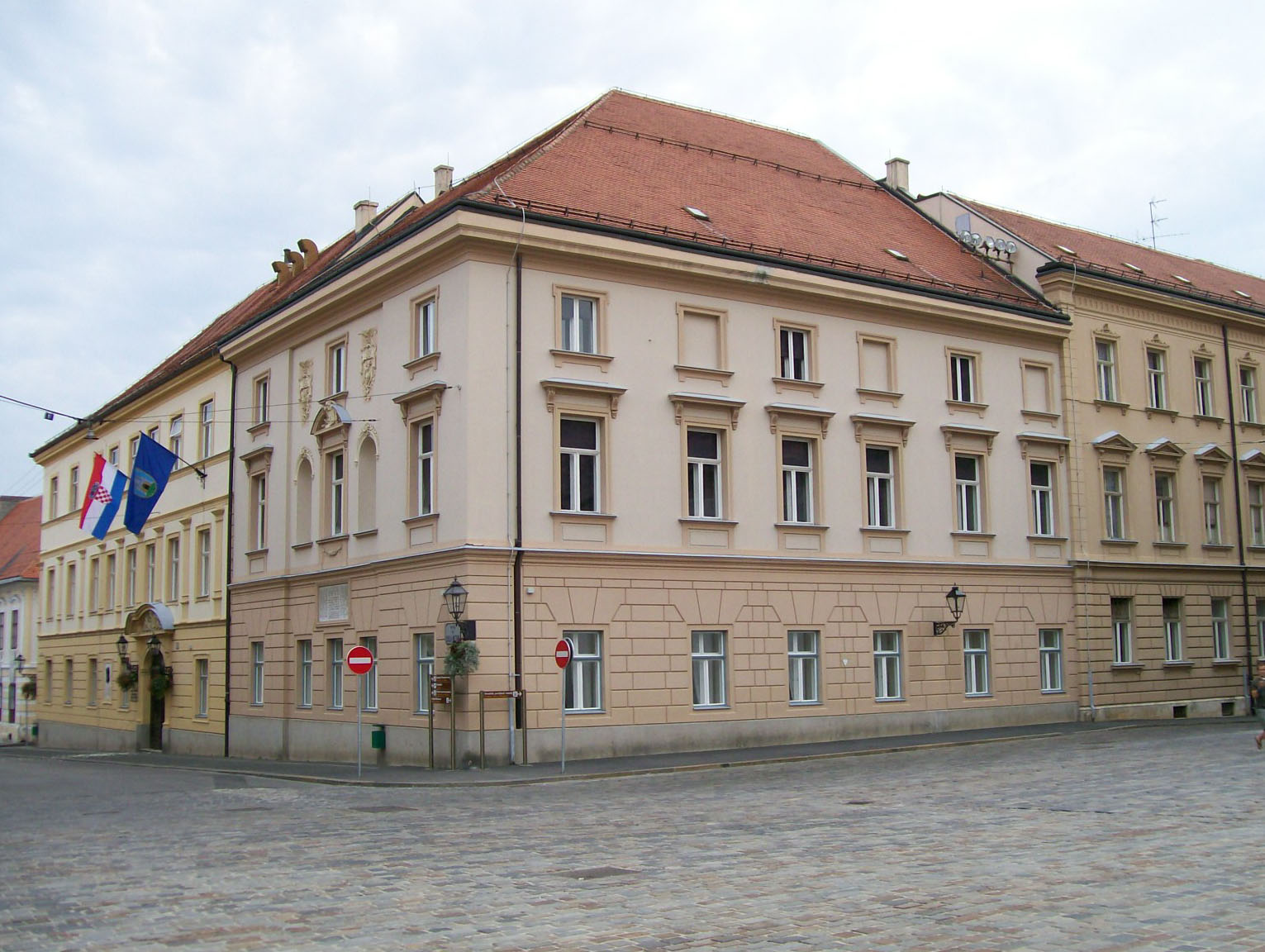
舊市政廳

舊市政廳是克羅埃西亞首都薩格勒布的一個建築群，包括三座建築，是薩格勒布市議會的辦公地點。這一建築群的歷史可以追溯至15世紀。1614年，這裡的建築改建為市政廳。

## 外部連結
- Old City Hall at the City of Zagreb official website （克羅埃西亞文）